# 東水引村
東水引村（ひがしみずひきむら）は鹿児島県の北西部、薩摩郡に属していた村。
1891年（明治24年）に水引村を解体分割し設置され、1929年（昭和4年）5月20日に隈之城村、平佐村と合併し、川内町（1940年に市制施行し川内市）となり、自治体としては消滅した。

## 概要
川内平野の西部、川内川の北岸に位置している。村の西端には上川内駅が設置された。
東水引村は大小路、宮内、五代の3大字から構成されており、現在の薩摩川内市大小路町、宮内町、五代町、国分寺町、御陵下町、大王町、若葉町、上川内町、花木町の全域、東大小路町、原田町の一部にあたる。村役場は大字宮内字川畑に置かれていた。

## 沿革

### 前史
- 1889年（明治22年）4月1日 - 町村制施行に伴い、網津村、草道村、小倉村、五代村、宮内村、大小路村が合併し、高城郡水引村が成立。

### 東水引村設置以後
- 1891年（明治24年）8月8日 - 水引村が解体分割され、大字大小路、宮内、五代の区域より東水引村が設置された[2]。
- 1897年（明治30年）4月1日 - 高城郡が薩摩郡に合併[3]。
- 1929年（昭和4年）5月20日 - 東水引村が隈之城村、平佐村と合併し川内町となる。

## 行政
- 村長：

### 歴代村長
町村制施行以降の村長を記載する。『川内市史 下』170頁の表記に基づく。但し、旧字体については新字体に置換えるものとする。
| 代       | 氏名        | 就任期間        |
| -------- | ----------- | --------------- |
| 初代村長 | 緒方 維則   | 1891年 - 1895年 |
| 二代村長 | 塚元 淳一   | 1895年 - 1896年 |
| 三代村長 | 小田原 秀大 | 1897年 - 1898年 |
| 四代村長 | 村尾 重一   | 1898年 - 1901年 |
| 五代村長 | 塚元 淳一   | 1901年 - 1913年 |
| 六代村長 | 高木 正七   | 1913年 - 1919年 |
| 七代村長 | 山本 精一   | 1919年 - 1923年 |
| 八代村長 | 浜田 豊吉   | 1923年 - 1929年 |

## 人口
以下の人口遷移表は『川内市史 下』の別表の記述に基づく。
凡例
|  | 人口（人） |

| 1912年 | 7,035 |  |
| 1922年 | 8,139 |  |
| 1926年 | 9,659 |  |

## 教育
- 亀山尋常高等小学校（現在の薩摩川内市立亀山小学校）

## 交通

### 鉄道
- 鹿児島本線
  - 上川内駅

## 河川
- 川内川
  - 高城川